# Mark Schieritz

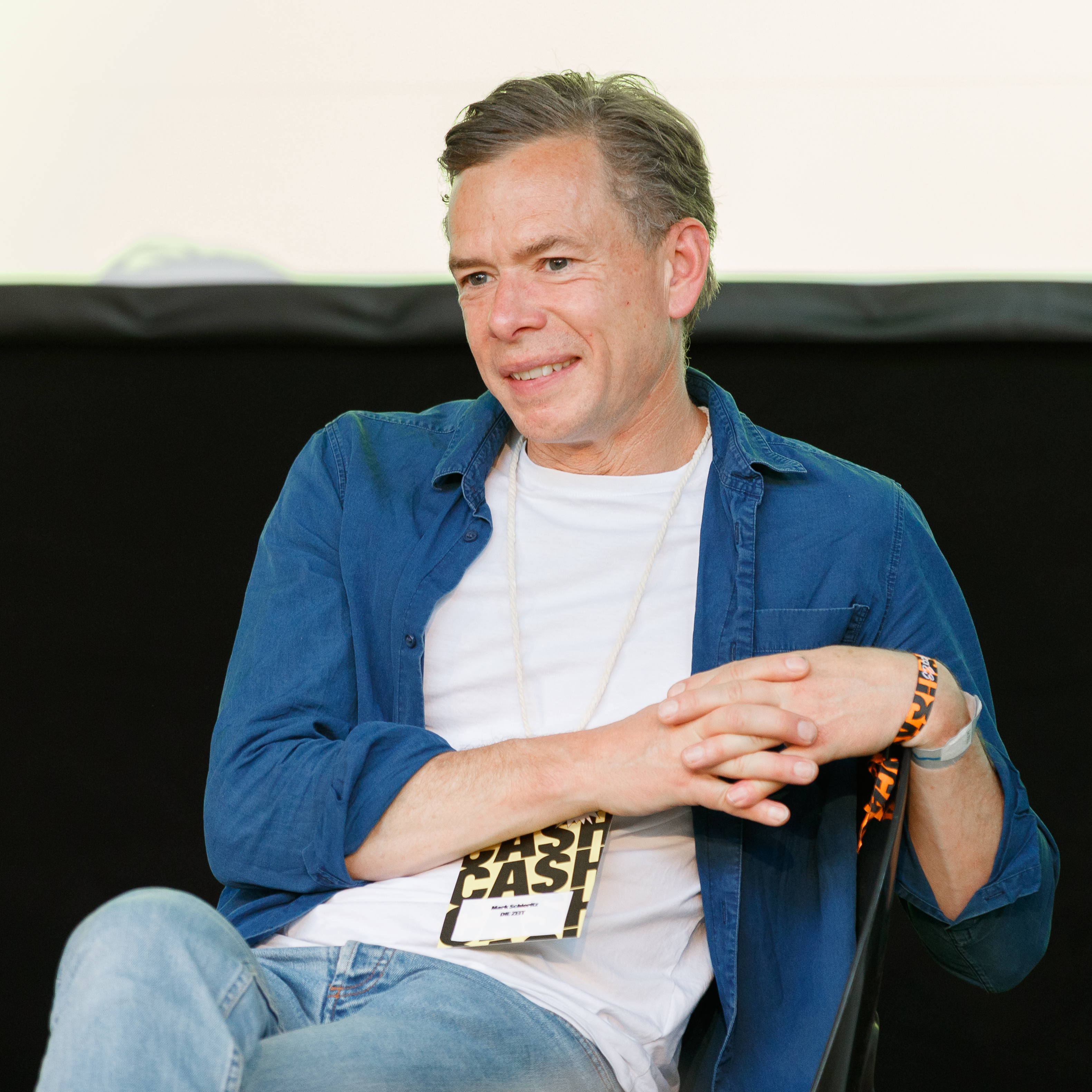
Mark Schieritz (2023)

Mark Schieritz (* 1974) ist ein deutscher Wirtschafts- und Finanzjournalist.

## Leben
Schieritz studierte Politik und Volkswirtschaft an der Albert-Ludwigs-Universität Freiburg, der Harvard University und an der London School of Economics. Er arbeitet als wirtschaftspolitischer Korrespondent für die Wochenzeitung Zeit. Zuvor war er unter anderem Leiter der Finanzmarktredaktion der Wirtschaftszeitung Financial Times Deutschland, die er mitbegründete.

## Publikationen
- Die Inflationslüge. Wie uns die Angst ums Geld ruiniert und wer daran verdient. Knaur TB, München 2013. ISBN 978-3-426-78633-8.
- Der Lohnklau: Warum wir nicht verdienen, was wir verdienen und wer daran schuld ist. Knaur TB, München 2015. ISBN 978-3-426-78781-6.
- Olaf Scholz: Wer ist unser Kanzler? S. Fischer, Frankfurt am Main 2022. ISBN 978-3-10-397158-3.
- Zu dumm für die Demokratie?: Wie wir die liberale Ordnung schützen, wenn der Wille des Volkes gefährlich wird. 1. Auflage, Droemer Taschenbuch, München 2025, ISBN 978-3-426-56463-9.

## Auszeichnungen
- 2011 Preis für Wirtschaftspublizistik der Keynes-Gesellschaft
- 2012 Ernst-Schneider-Preis